# The Sims Castaway Stories
The Sims Castaway Stories — третя і остання гра серії The Sims Stories. В США вийшла 29 січня 2008. 17 березня 2008 студія Aspyr випустила порт для OS X.

## Ігровий процес
Гра The Sims Castaway Stories має дві категорії геймплею: перший — вільний на острові Ванмамі, як в The Sims 2; другий — сценарний. В сценарному варіанті під назвою Єдиний і потерпілий корабельну аварію (англ. Shipwrecked and Single) гра представляє двох персонажів, якими можна пройти гру: жінку Джессіку Найт та чоловіка Девіда Беннетта. Джессіка/Девід пливуть на судні Королева Соломона. Раптово корабель потрапляє в аварію. Головний герой прокидається на березі острова і згодом знаходить свою скриню з речами, які допомагають йому/їй вижити. Через деякий час Джессіка/Девід знаходить інших пасажирів з корабля і знайомиться з місцевим населенням.

## Рецензії критиків
| Агрегатор    | Оцінка |
| ------------ | ------ |
| GameRankings | 77%    |
| Metacritic   | 73 %   |

| Видання     | Оцінка |
| ----------- | ------ |
| GamesRadar+ | [ 8 ]  |
| IGN         | 7.3/10 |

Загалом гра отримала позитивні рецензії. Сайт GameRankings оцінив гру у 77 %, базуючись на 7 рецензіях. Сайт Metacritic дав грі 73 %. PC Gamer дав 83 %, хвалячи низькі системні вимоги, музику та ціну продукту. IGN дав грі 7,3 із 10 балів.

## Порівняння з іншими Sims Stories
- Змінився формат годинника і тепер час сіми визначають по сонцю. Гравцю представлено вісім кульок, 1 кулька — 3 сім-години.
- Відтепер у сімів не має грошей; замість них є ресурси та їжа. Щоб добувати ресурси та їжу гравець повинен ходити на роботу, або самостійно шукати гілля чи банани на пальмах.
- У сімів тепер 3 кар'єри: Мисливець, Збиратель і Майстер.
- Об'єкти і одяг зроблено спеціально для людей, які потерпіли корабельну аварію, або для аборигенів. Тепер холодильники стали розкішшю, а спати на нормальному ліжку можуть тільки королі.
- Для подорожей на острові гравець може використовувати карту.
- Гравець може приручити дику собаку або орангутана.
- В грі з'явились профілі.

## Персонажі вЄдиному і потерпілому корабельну аварію(Shipwrecked and Single)
- Уайята (Waiata). Орангутан. Спочатку бешкетує, але потім стає найкращим другом головного героя. Згодом з ним можна гратися.
- Професор Вінфорд Райнхарт (Professor Winford Rhinehart). Вчений похилого віку. Багато вивчав культуру та історію острова.
- Рон Кондор (Ron Condor). Пілот гелікоптера, який рятує пасажирів Королеви Соломона.

### Плем'я Манаве
- Фангалока Манаве (Fangaloka Manave). Керівник плем'я і батько Наніхі.
- Хухана Манаве (Huhana Manave). Дружина Фангалока і мати Наніхі.
- Наніхі Манаве (Nanihi Manave). Дочка Фангалока і Хухани. Грайлива і добра дівчинка.
- Аманакі Тама (Amanaki Tama). Шаман племені; обдарований і мудрий старець, якого всі шанують.
- Рохаху Ануата (Rohahu Anuata). Охоронець Фангалока.

### Можливі любовні інтереси
- Емобі Увхату (Emobi Whetu). Сільський житель на Сільському Ринку.
- Тімоті Фекітоа (Timoti Fekitoa). Сільський житель на Сільському Ринку. Любить малювати і грати в шахи.
- Аколо Маману (Akolo Mamanu). Сільський житель на Сільському Ринку.
- Ахіо Хеймата (Ahio Heimata). Сільський житель на Сільському Ринку. Молодший брат Райнуї.
- Райнуї Хеймата (Rainui Heimata). Сільський житель на Сільському Ринку. Старша сестра Ахіо.
- Орама Хеймата (Orama Herenui). Сільський житель на Сільському Ринку. Має погану пам'ять.
- Кірі Роймата (Kiri Roimata). Сільський житель на Сільському Ринку.
- Тумата Тіхея (Tumata Tehea). Сільський житель на Сільському Ринку.

### Пасажири Королеви Соломона
- Г'ю Бейлі(Hugh Bailey). Пасажир Королеви Соломона. Жадібний і зухвалий.
- Сандра Бархем (Sandra Barnham). Пасажир Королеви Соломона. Має романтичний інтерес до Г'ю.
- Джина Гібсон (Gina Gibson). Пасажир Королеви Соломона. Має характер малої дитини.
- Роббі Сміт (Robby Smith). Пасажир Королеви Соломона. Веселий молодик; йому подобається Емма. В кінці історії вирішає залишитись з нею на острові.
- Емма Ленґсфорд (Emma Langsford). Пасажир Королеви Соломона. Їй подобається Роббі, але вона боїться сказати йому про це. В кінці історії вирішає залишитись з ним на острові.
- Барт Піттман (Bart Pittman). Пасажир Королеви Соломона. Його викинуло на інший менший острів. Коли головний герой знаходить його, він розказує всю правду про Професора, але потім помирає від голоду.